# Benelli G2
Il Benelli G2 è un ciclomotore prodotto in Italia dalla Benelli a partire dal 1978, si tratta della versione aggiornata del precedente Benelli Gentlemen, da cui deriva il suo nome G2 (Gentlemen 2). Era disponibile in tre versioni: Benelli G2 "Pedali" con avviamento a pedali e doppia catena, Benelli G2 "KS" con avviamento a pedivella e Benelli G2 "Elle" corrispondente alla versione "lusso" che disponeva di avviamento a pedivella, cerchi in lega dorati e frecce direzionali, oltre a diverse manopole e maggiori parti in plastica estetiche. I colori disponibili di fabbrica erano rosso, blu, bianco e arancione; per il G2 elle anche il colore nero e dorato.

## Meccanica
Dispone di un motore due tempi a cilindro orizzontale che eroga circa 1,5 CV con miscela al 4%, il consumo è di circa 50 km con 1 litro con velocità massima di circa 50 km/h. La trasmissione è automatica con frizione centrifuga a bagno d'olio (olio per cambio moto 10W40 o 10W30), l'impianto elettrico è alimentato da un volano magnete con all'interno due bobine che si occupano una di fari e clacson e l'altra dell'accensione della candela comandata da puntine platinate.
L'alimentazione è data da un carburatore Dell'Orto SHA 14/9 con getto da 44 che veniva spesso aumentato con un 14/12 o un 15/15 per migliorare le prestazioni e il rendimento. L'impianto di scarico è composto da un collettore e un'espansione/silenziatore a membrane forate che con i vecchi oli minerali dell'epoca era necessario pulire molto spesso dalle incrostazioni carboniose. Lo scarico ricordava quello delle grandi moto 4 cilindri dell'epoca e ciò rispecchiava il suo motto "costruito pensando alle moto". Molti elementi della ciclistica erano simili al Benelli Export 3VK.
Un esemplare di Benelli G2 può essere ammirato al museo Benelli di Pesaro.

## Galleria d'immagini

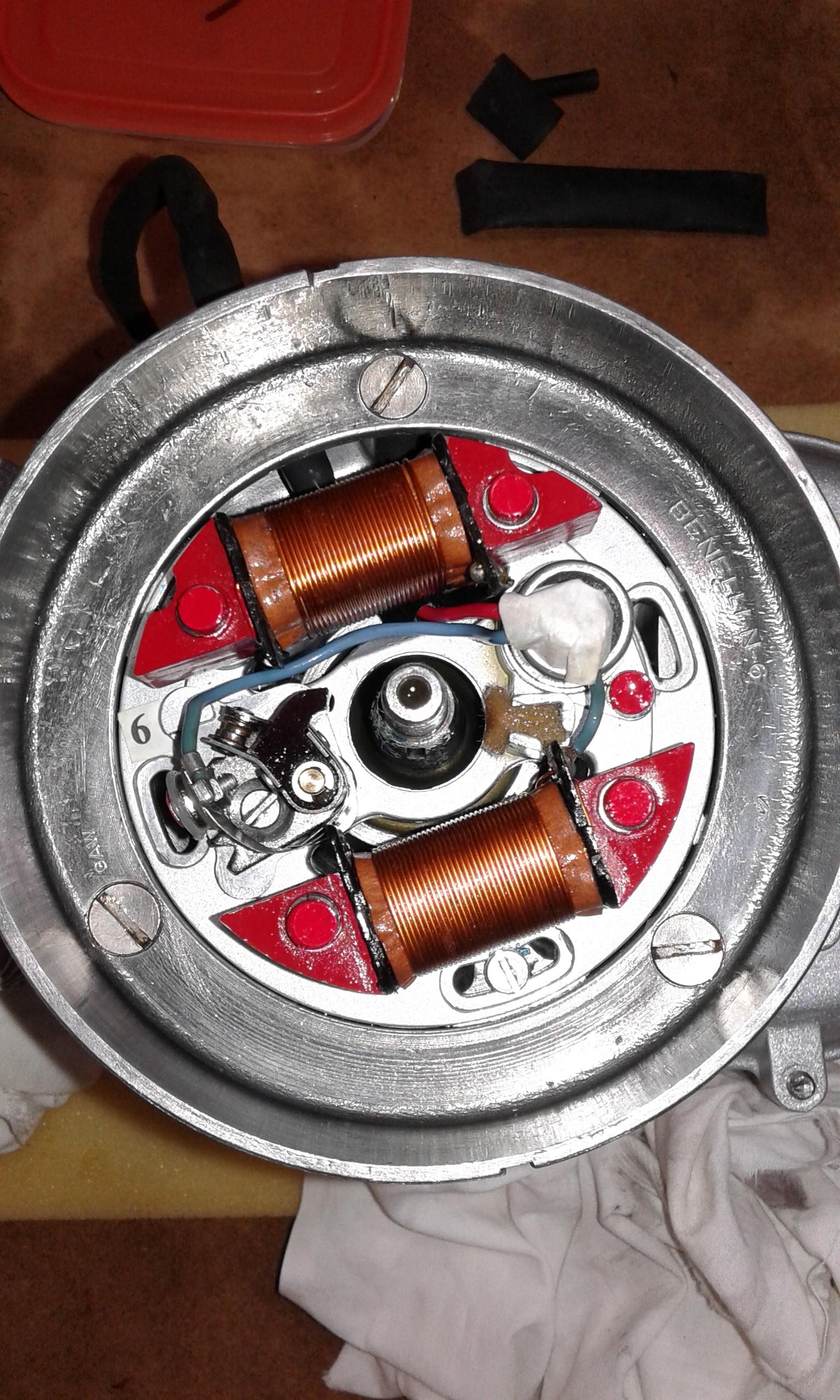
Alimentazione elettrica
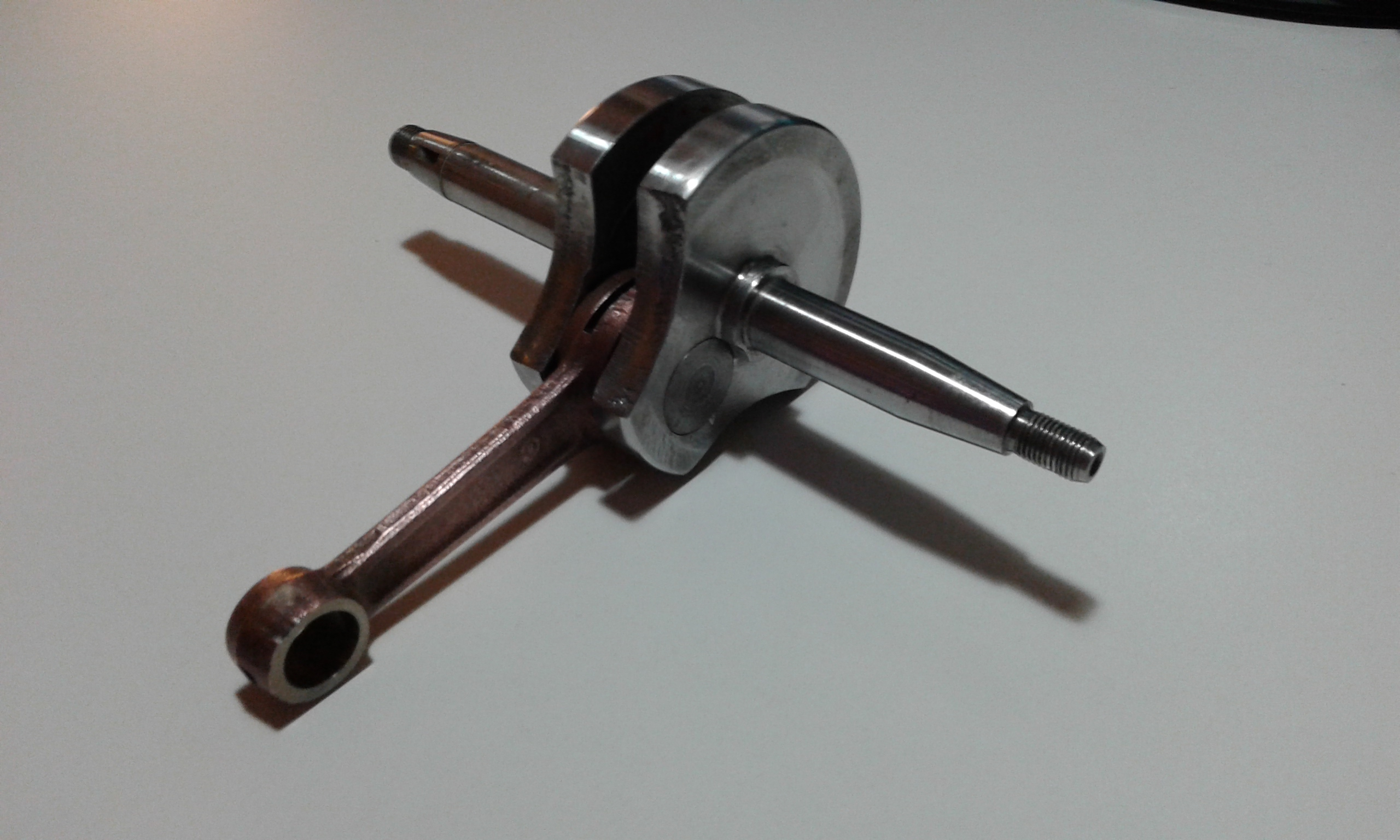
Albero motore
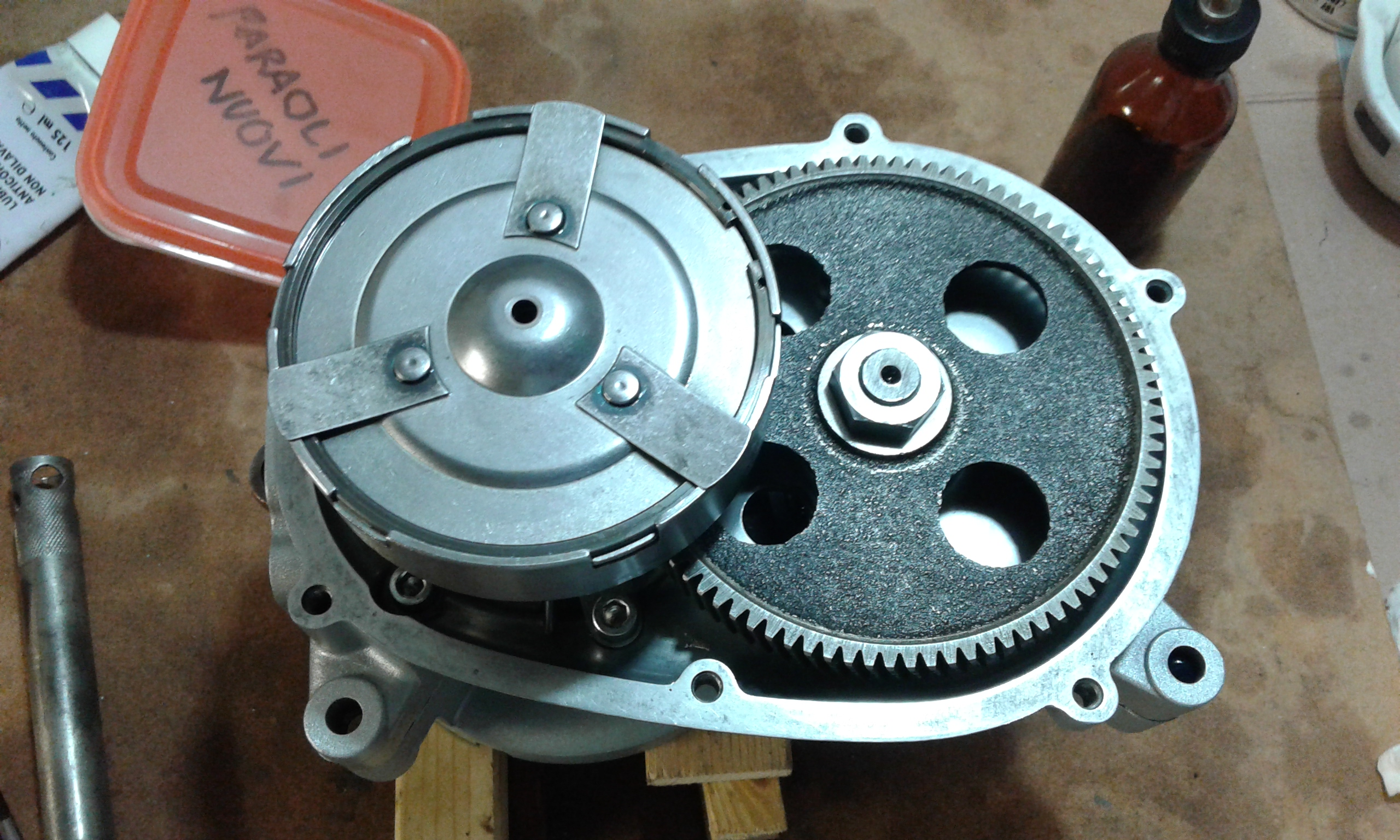
Trasmissione della versione a pedali